# Kosovo Verification Mission
Die Kosovo Verification Mission (KVM) war eine Mission der Organisation für Sicherheit und Zusammenarbeit in Europa (OSZE) im Kosovo, deren Ziel unter anderem die Überwachung polizeilicher Maßnahmen und die Überprüfung der Bewegungsfreiheit von Beobachtern und humanitären Organisationen waren.
Die Einrichtung der Mission wurde am 25. Oktober 1998 vom Ständigen Rat der OSZE auf Grundlage der Resolution 1203 des UN-Sicherheitsrates vom 24. Oktober 1998 beschlossen. Einzelheiten der Mission wurden im Abkommen zwischen OSZE und der Bundesrepublik Jugoslawien vom 16. Oktober 1998 geregelt.
Kosovo bildete zu diesem Zeitpunkt den gefährlichsten Krisenherd in Europa. Ein Übergreifen des Konfliktes auf benachbarte Gebiete und Länder drohte eine ganze Region zu destabilisieren und dadurch die Sicherheit Europas zu beeinträchtigen.
Seit Jahren nahmen kosovo-albanische Asylgesuche zu, der Ausbruch offener Kampfhandlungen im Februar/März 1998 hatte ihre Zahl massiv ansteigen lassen. Nicht zuletzt auf Grund dieser Entwicklung hatte Europa ein vordringliches Interesse an einer dauerhaften Stabilität des Kosovo und wollte durch Unterstützung der OSZE-Mission dazu beitragen.

## Eckpunkte
- Multinationale unbewaffnete Beobachter- und Verifikationsmission im Kosovo
- Ziele: Überwachung der Einstellung kriegerischer Handlungen und Übergriffe auf die Zivilbevölkerung gemäß Resolution 1199 des UN-Sicherheitsrats
- Sehr hohes Gefährdungspotenzial durch aktive Kriegshandlungen, intensive militärische und kriminelle Aktivitäten

### Stärke
Die KVM sollte maximal 2000 unbewaffnete und nicht uniformierte Personen umfassen. Tatsächlich wurde eine wesentlich geringere Missionstärke (ca. 1400 Teilnehmer) erreicht. Dennoch wurde sie damit zu diesem Zeitpunkt die mit Abstand größte aller bisherigen OSZE-Missionen.
Geplante Zusammensetzung:
- 1000 Teilnehmer mit militärischem Hintergrund (Militärbeobachter)
- 500 Polizisten
- 500 Zivilisten, (initial 200), überwiegend als Menschenrechts- und Wahlbeobachter

Zahlreiche Missionsmitglieder aus allen drei Bereichen waren mit administrativen Aufgaben betraut (z. B. Organisation, Finanzen, IT u.ä). Zur Unterstützung der Mission wurden in großer Zahl Mitarbeiter aus der Bevölkerung vor Ort rekrutiert (u. a. als Übersetzer, Fahrer, Sekretärinnen, Techniker).

## Missionsende
Der Leiter der Mission, der amerikanische Diplomat und frühere Chef von UNTAES William Walker, wurde nach einem Bericht über ein am 15. Januar 1999 von jugoslawischen Sondereinheiten bei Račak angeblich angerichtetes Massaker von den jugoslawischen Behörden zur persona non grata erklärt.
Nach dem Scheitern der Verhandlungen von Rambouillet wurde die Kosovo Verification Mission am 20. März 1999 nach Mazedonien evakuiert. In der Nacht vom 24. auf den 25. März 1999 begann die NATO ihre Luftoffensive Operation Allied Force gegen Jugoslawien, die 78 Tage andauerte. Teile der Mission verblieben in Mazedonien und Albanien und wurden zur Flüchtlingsarbeit und zur Ermittlung von Menschenrechtsverstößen eingesetzt. Mit Beschluss vom 8. Juni 1999 wurde die Mission aufgelöst und durch die "OSZE Task Force" ersetzt.